# Rune Formare
Karl Rune Ivar Formare, ursprungligen Johansson, född 4 april 1932 i Södra Vi, Kalmar län, död 19 juni 2022, var en svensk regissör.

## Biografi
Efter utbildning på Aseas industriskola i Västerås, där han lärde till handformare och fick inspiration till sitt självvalda efternamn, skolade han om sig till skådespelare på Calle Flygares Teaterskola i Stockholm men märkte efter hand att han led av scenskräck. Därför sökte han sig till Radioteatern, först som inspicient och från 1963 som producent vid Sveriges Radio och senare Sveriges Television i Malmö. I Malmö påbörjade han sitt nära samarbete med Max Lundgren, inledningsvis i form av radiopjäser, men snart följt av TV-serier. Den första, Sommarflickan från 1978, producerade de först som radioteater 1972. Rune Formare regisserade också Anna Wahlgrens fyra TV-dramer Äkta makar från 1990.
Under många år stod Formare för regin av de folklustspel som gavs i Pildammsparken i Malmö, när den traditionen återupptogs 1973. Han har också regisserat friluftsteater i sina barndomstrakter, som Vilhelm Mobergs Marknadsafton i Vimmerby, och Pelle Winters friarfärd i Jursdala i Djursdala, en bearbetning av Anton Tjechovs Ett frieri.

## Regi
- 1978 – Sommarflickan (TV-serie)
- 1979 – Våning för 4 (TV-serie)
- 1983 – Torsten och Greta (TV-serie)
- 1984 – Den Sista Tigern (TV-serie)
- 1985 – En främling lånar hus
- 1985 – Åshöjdens BK (TV-serie)
- 1987 – Lackalänga (TV-serie)
- 1994 – Änkeman Jarl

## Producent
- 1979 – Våning för 4 (TV-serie)
- 1995 – Den vita piskan (dokumentärfilm)